# Lepidostoma dulitense
Lepidostoma dulitense är en nattsländeart som först beskrevs av Martin E. Mosely 1951.  Lepidostoma dulitense ingår i släktet Lepidostoma och familjen kantrörsnattsländor. Inga underarter finns listade i Catalogue of Life.